# Скутум
Тази статия се отнася за римския щит. Скутум (Scutum) е и латинското име на съзвездието Щит.
Скутум (лат. scutum) е древноримски щит. Той е с размери 1,25 на 0,8 м, с облицовани с медни или железни листове краища.
Произходът му се приписва на самнитите, макар че и келтите са използвали такива. Той бил елипсовиден и извит, отлично прикриващ легионера. За направата му били използвани брезови или тополови дъски, отгоре покрити с волска кожа. В средата на щита била разположена желязна изпъкналост (umbo). На лицевата част на щита обикновено било изобразявано някакво животно или митична фигура – талисман, предназначен да предпази носещия го. От вътрешната страна на щита имало вдлъбнатина, където се съхранявали личните записи на легионера – името и номерът на легиона. По време на поход, за да се защити от влага, щитът бил държан в кожен калъф. Щитът се използвал не само като прикритие от удари, но и за нанасянето на такива. При обучението легионерите се тренирали да нанасят удари с желязната изпъкналост, а също и с ръбовете на щита, за да извадят противника от равновесие.
През I век очертанията на щита се променят – от овална в правоъгълна, със заоблени ъгли.
По-късно (към последната четвърт на I в.) ъглите се изработват незаоблени.